# Quagga-Dreikantmuschel
Die Quagga-Dreikantmuschel (Dreissena rostriformis bugensis) ist eine Unterart der Dreikantmuscheln – teilweise wird sie auch als eigenständige Art (Dreissena bugensis) angesehen. Ursprünglich in Zuflüssen des Schwarzen Meeres verbreitet, tritt sie in Europa und Nordamerika als Neozoon auf. Der Name geht vermutlich auf die hell-dunklen Streifen der Schalen zurück, die an das Fellmuster der Zebraart Quagga erinnern.

## Merkmale
Form und Größe der Schale ähneln jener der Wandermuschel. Die Quagga-Dreikantmuschel zeichnet sich jedoch, im Gegensatz zur Wandermuschel, durch die Abwesenheit eines scharfen Kiels sowie durch eine stark abgerundete ventrale Seite aus. Die Färbung ist sehr variabel. Es kommen dunkelbraune Individuen vor, die zum Teil hellbraun gestreift sind, aber auch sehr dunkle und fast weiße Exemplare.
Die mittlere Schalenlänge, die bei Exemplaren am Main gemessen wurde, lag bei 17,2 mm, die größten Individuen (aus der Donau) hatten eine Schalenlänge von 32,3 mm.

## Lebensweise
Die Quagga-Dreikantmuschel ist eine Süßwassermuschel, die auch Brackwasser mit niedrigem Salzgehalt toleriert. Die Muscheln heften sich mit ihren Byssusfäden auf Hartsubstrat, meist an der Unterseite von Steinen oder an Betonwänden, fest. Die Tiere sind getrenntgeschlechtlich und besitzen planktonische Larven.

## Verbreitung
Als ursprüngliches Verbreitungsgebiet der Quagga-Dreikantmuschel werden die Mündungsgebiete der Flüsse Südlicher Bug, Dnepr und Inhulez am Schwarzen Meer (Ukraine) angenommen. Von dort hat sie sich wahrscheinlich ab den 1940er-Jahren zunächst nach Osteuropa (Russland) ausgebreitet.
In den 1990er-Jahren wurde sie vermutlich über die Schifffahrt nach Nordamerika (vor allem im Bereich der Großen Seen, aber auch westlich der Rocky Mountains) eingeschleppt.
Zu Beginn der 2010er-Jahre war sie in verschiedenen Regionen Europas bereits weit verbreitet: Bulgarien, Deutschland, Frankreich, Niederlande, Österreich, Rumänien, Ungarn.
In Deutschland wurde die Quagga-Dreikantmuschel erstmals 2005 nachgewiesen. Bislang hat sie folgende Fließgewässer besiedelt: Donau, Main, und Rhein, darüber hinaus den Main-Donau- und den Mittellandkanal sowie weitere angeschlossene Kanäle wie den Datteln-Hamm-, Dortmund-Ems-, Elbe-Lübeck-, Rhein-Herne- und Wesel-Datteln-Kanal.
2016 wurde sie erstmals im Bodensee in den Gebieten Langenargen und Schussenmündung beobachtet. Im Juni 2021 wurden Quaggamuscheln in zwei Seen in Irland nachgewiesen.
Nach einer Studie der Universität Konstanz am Bodensee von Anfang 2024 wird die Quagga-Muschel-Masse pro Quadratmeter in Bodensee, Genfer See und Bielersee bis 2045 voraussichtlich um das Neun- bis Zwanzigfache zunehmen, vor allem im Zug einer stärkeren Besiedlung der tieferen See-Bereiche, was zu großen Veränderungen im Ökosystem führen könne; die Landesanstalt für Umwelt Baden-Württemberg (LUBW) wiederum nahm dort an, dass man am Bodensee ca. 2040 den gleichen Status wie im US-amerikanischen Lake Michigan erreichen werde, wo die Muschel mittlerweile 90 % der Biomasse ausmache – der Verlauf der Ausbreitung sei bislang in beiden Seen ähnlich.

### Schweiz
In der Schweiz wurde das Neozoon erstmals 2014 oder 2015 im Rhein bei Basel nachgewiesen. 2015 folgten erste Funde im Genfersee. 2016 wurde die Muschel im schweizerischen Teil des Bodensees angetroffen, wo sie sich seither massenhaft verbreitet und die bereits in den 1960er-Jahren hier eingeschleppte Wandermuschel langsam verdrängt. Auch in Genfer-, Bieler-, Neuenburger- und Murtensee hat sie sich ab 2018 massiv ausgebreitet, ebenso in der Aare unterhalb des Bielersees. 2024 wurde die Muschel, durch die Einwasserung von Booten in verschiedenen Seen, auch im Zürichsee gefunden. Als großes Problem hat sich erwiesen, dass die Vorschriften zur Einwasserung von gebietsfremden Booten trotz der geringen Größe des Landes nicht einheitlich sind, und dass die Mehrheit der Kantone keinerlei Maßnahmen vorgeschrieben hat.

## Systematik
Innerhalb der Gattung Dreissena gehört die Quagga-Dreikantmuschel zusammen mit ihrem Schwestertaxon Dreissena rostriformis rostriformis zur Untergattung Pontodreissena. Sie bilden die Schwestergruppe zu den Untergattungen Carinodreissena und Dreissena.

## Problematik
Während die nah verwandte Dreissena rostriformis rostriformis ein eher eingeschränktes Verbreitungsgebiet im Kaspischen Meer besitzt, breitet sich die Quagga-Dreikantmuschel derzeit immer weiter aus. In den neu besiedelten Regionen kann sie einen erheblichen Teil der Biomasse ausmachen und scheint die ökologisch ähnliche Wandermuschel dort zu verdrängen. Mit Hilfe ihrer Byssusfäden kann sie Großmuscheln und andere Weichtiere überwachsen und stellt somit ein Problem für diese Organismen dar. Die überwachsenen Tiere werden in ihrer Bewegung eingeschränkt und können zum Beispiel ihre Schalen nicht mehr schließen.
Die Muschel setzt sich an Bauwerken und Booten fest sowie z. B. in technischen Anlagen wie Mikrosieben und Rohren von Wasserwerken; die entsprechende Reinigung erfordert z. B. seit 2016 bei der Bodensee-Wasserversorgung einen hohen Personal- und Kostenaufwand, Anfang 2023 bereits 5,8 Mio. Euro. Teils müssen Rohre mit größerem Durchmesser installiert werden, ihre Reinigung erfolgt aufwändig mit Rohrmolchen.
Die Muschel filtert so viel Plankton aus dem Wasser, dass Fische daneben zu wenig davon als Nahrung finden. Rotaugen fressen Quaggamuscheln, doch diese Fischart wird ihrerseits von Kormoranen dezimiert.

## Bekämpfung
Im mittelfränkischen Rothsee wird zur Populationskontrolle der Wasserstand jedes Jahr zu Beginn des Winters um mehrere Meter abgesenkt, um die freigesetzten Dreikantmuscheln kältebedingt absterben zu lassen.
Laut Experten kann die Ausbreitungs-Dynamik aufgrund der Invasivität der Muscheln in bereits betroffenen Seen nicht mehr aufgehalten werden.